# Aamhi Jato Amuchya Gava
Amhi Jaato Amucha Gava es una película en marathi estrenada el 9 de agosto de 1968. La película fue rehecha en tamil como Moondru Deivangal y en hindi como Teen Chor.

## Trama
Shridhar Pant es un hombre de negocios bueno y amable. Vive feliz con su esposa, Laxmi, y su hija, Vaijayanti. Pero su socio comercial, Shamrao Khapartonde, se aprovecha de él. Khapartonde le otorga a Pant préstamos comerciales y lo engaña para que pierda todo lo que posee. Ahora, Khapartonde amenaza con arruinar a Pant si no acepta casar a su hija con su hijo, el cual tiene problemas mentales.
Un día, tres viajeros, Santaji, Dhanaji y Sayaji, llegan a la casa de Pant y piden refugio. Pant amablemente les permite quedarse. Sin embargo, estos hombres son en realidad criminales que han escapado de la cárcel y planean robarle a Pant. Pero después de ver los problemas de Pant, cambian de opinión y deciden ayudarlo.

## Elenco
- Uma Bhende es Vaijayanti Pant
- Shrikant Moghe es el marido de Vaijayanti
- Dhumal es Dhanaji
- Suryakant es Santaji
- Ganesh Solanki es Sayaji
- Ramchandra Warde es Shamrao Khapartonde
- Madhu Apte es el hijo con problemas mentales de Khapartonde
- Jaishankar Danve es Shridhar Pant
- Mai Bhide es Laxmi Pant [3]

## Recepción
La película comenzó a filmarse en 1963, pero debido a problemas de presupuesto, se estrenó recién en 1968. Cuando finalmente salió, logró gran éxito y ganó nueve premios de cine del estado de Maharashtra.

## Banda sonora
La música fue dirigida por Sudhir Phadke.

### Lista de canciones
| N.º | Título                     | Artista(s)                  | Duración |  |
| 1.  | «Swapnat Rangale Mee»      | Asha Bhonsle, Sudhir Phadke | 3:26     |  |
| 2.  | «Mee Aaj Phul Jhale»       | Asha Bhonsle                | 3:07     |  |
| 3.  | «Mala He Dattaguru Disale» | Asha Bhonsle                | 2:59     |  |
| 4.  | «Hawas Maj tu»             | Asha Bhonsle                | 3:23     |  |
| 5.  | «Dehachi Tijori»           | Sudhir Phadke               | 3:23     |  |